# Atracadouro

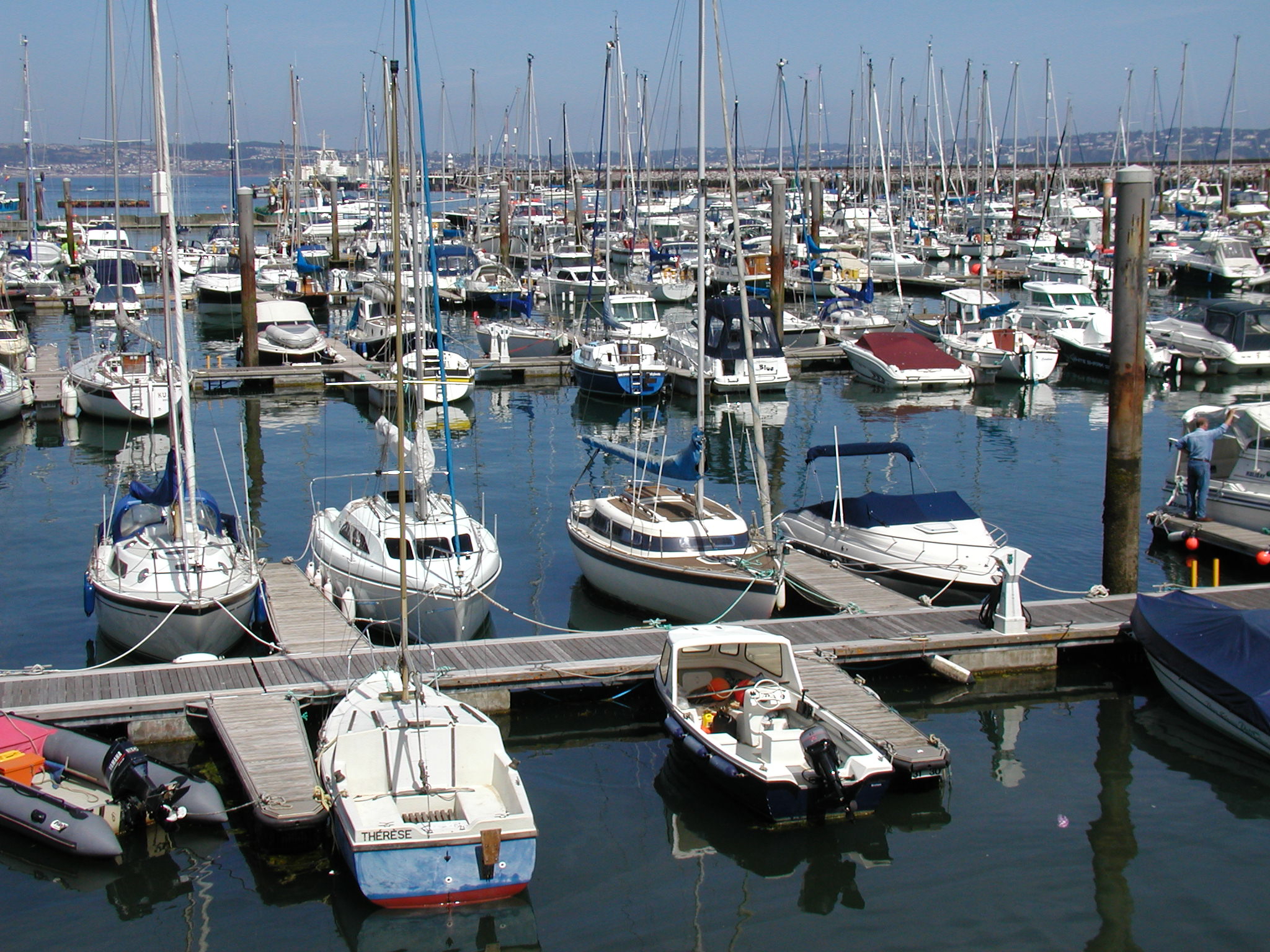
Atracadouros numa marina

Um atracadouro ou amarradouro é uma estrutura usado para atracar, amarrar barcos na costa de um corpo de água. É normalmente formado por uma passarela, seja de pedras ou madeiras, que se fixam no fundo do leito do rio, lago ou mar.
Tipicamente um atracadouro é um pontão onde os barcos de carreira param para deixar embarcar e desembarcar os passageiros ou mercadorias e partem de seguida. 
Com o aumento do iatismo o atracadouro é mais geralmente associado  a uma construção, em princípio, flutuante nas marinas onde se podem amarrar os barcos de recreio.
Um atracadouro é sempre uma construção mais ligeira do que um  ancoradouro, mais destinado a navios.